# Ginger Richardson
William « Ginger » Richardson, aussi appelé W.G. Richardson pour ne pas être confondu avec son coéquipier William « Bill » Richardson, est né le 29 mai 1909 à Framwellgate Moor dans le comté de Durham et mort le 29 mars 1959 à Perry Barr près de Birmingham. W.G. RIchardson était un joueur de football anglais, resté célèbre pour avoir inscrit 4 buts en 5 minutes pour West Bromwich Albion contre West Ham United le 7 novembre 1931 à Upton Park.

## Biographie
Il inscrit les deux buts de West Bromwich lors de la victoire 2-1 en FA Cup en 1931 contre les rivaux du West Midlands de Birmingham City. Lors de la saison 1935-36, il termine meilleur buteur du championnat anglais en inscrivant 39 buts, ce qui reste un record de l'English Football League (EFL).
Il est tué lors d'un accident de voiture à l'âge de 49 ans.
En 2004, il est nommé parmi les 16 plus grands joueurs de tous les temps de West Bromwich Albion, lors de l'anniversaire des 125 ans du club.

## Palmarès

### Palmarès avec West Bromwich Albion
- Meilleur buteur du Championnat d'Angleterre de football (1) :
  - en 1936 : 39 buts.
- Vainqueur de la FA Cup (1) :
  - en 1931.
- Finaliste de la FA Cup (1) :
  - en 1935.